# Jean Surhon

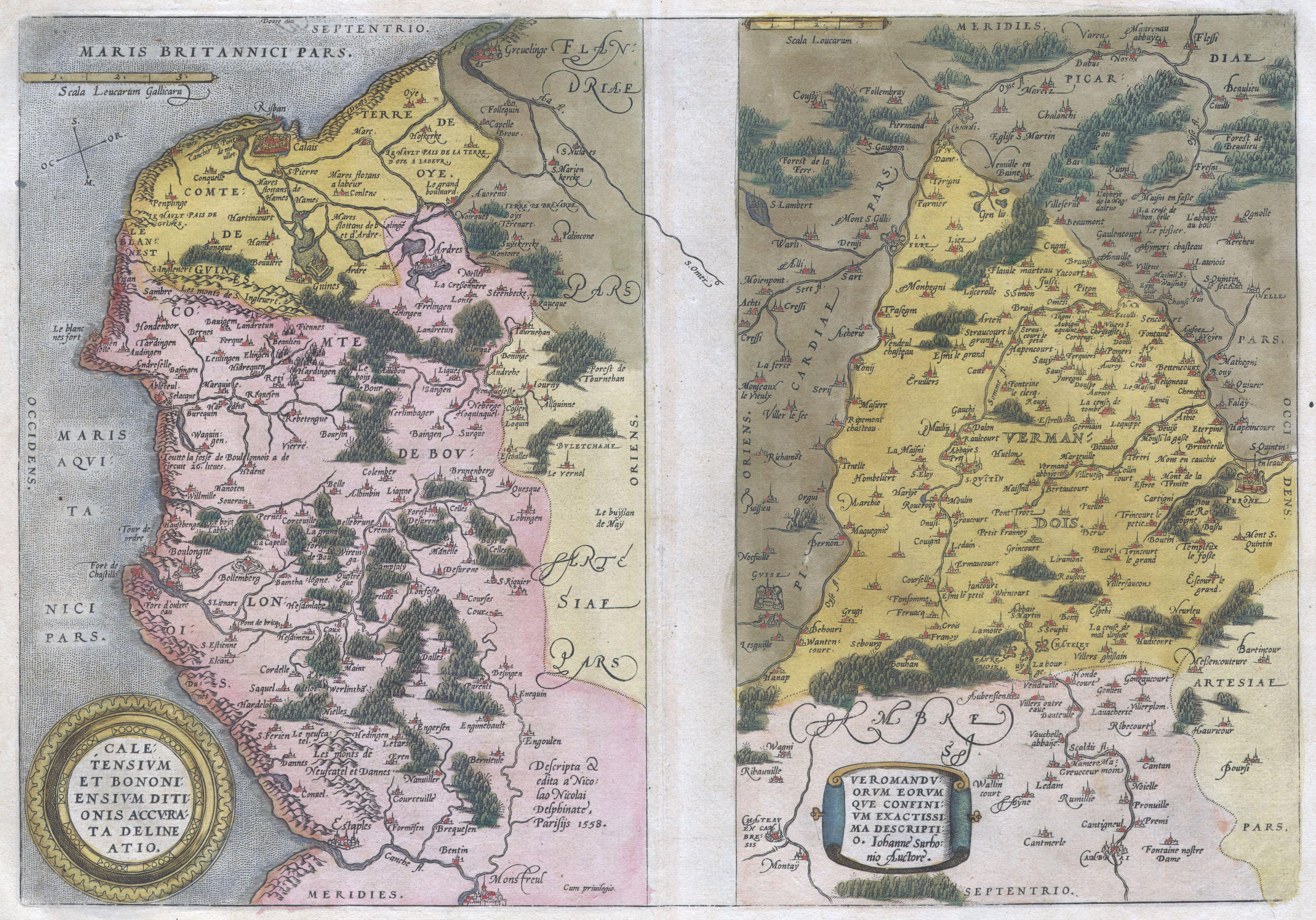
Karte des Vermandois (rechts) in dem Atlas Theatrum Orbis Terrarum (1579) von Ortelius; die linke Karte ist von Nicholas de Nicolay und zeigt einen Küstenstreifen von Estables bis Calais

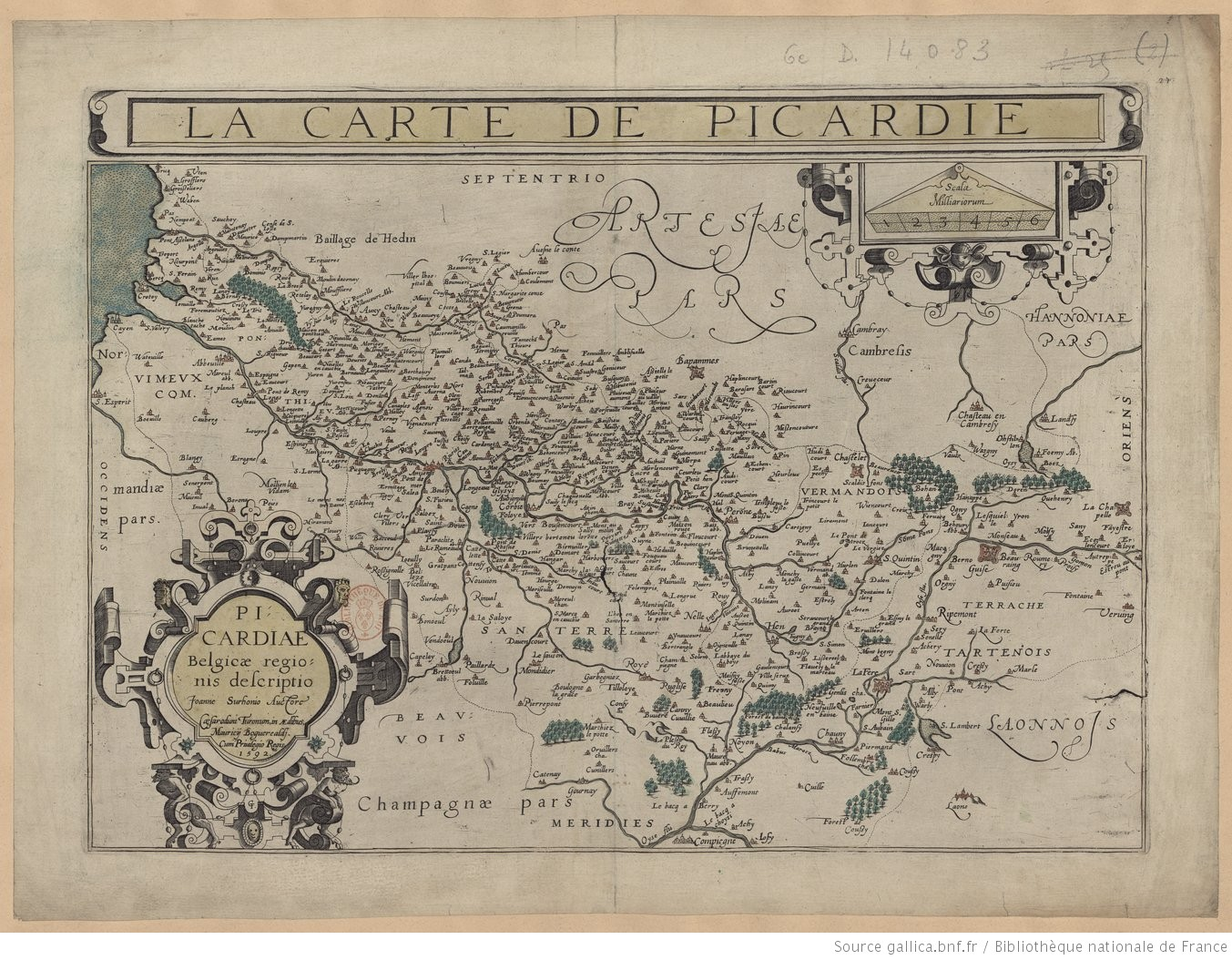
Karte der Picardie in dem Atlas Le Theatre Francoys (1594) von Maurice Bouguereau

Jean Surhon, unter anderem auch Jean de Surhon, Jean Surhonio, Jean Surchon, Johann Surhonio oder Ioannes Suthon, (* 1. Hälfte 16. Jahrhundert in Mons, Hennegau; † nach 1594) war ein franko-flämischer Kupferstecher und Kartograf. Sein Wirken ist von 1557 bis 1594 nachgewiesen und so ist es sehr wahrscheinlich, dass er bis ins 16. Jahrhundert hinein gelebt hat.
Aus seiner Familie kamen noch zwei weitere Kupferstecher und Kartografen, die gleichnamig waren: Jacques Surhon († 1557), sein Vater, und Jacques Surhon († 1610), wahrscheinlich sein Bruder. Beide wirkten in Mons. Der Vater ist auch noch Silberschmied gewesen.
Von seiner kartografischen Arbeit sind drei Karten von Gebieten im Nordosten Frankreichs bis nach Belgien hinein überliefert: Namur (1553), Vermandois (1557) und Picardie (1557). Die erste Ausgabe des Atlases Theatrum Orbis Terrarum von Abraham Ortelius – 1570 in Antwerpen erschienen – enthielt die Karte von Vermandois. In einer weiteren Ausgabe von 1579 wurden dazu noch die Karten von Namur und der Picardie von Ortelius veröffentlicht.
In manchen Ausgaben – wie zum Beispiel in einem 1622 von Pieter van den Keere in Amsterdam veröffentlichten Druck – wird Jean Surhon fälschlicherweise auch noch als Autor einer Karte des Gebietes von Artois genannt, die aber sein Vater Jacques Surhon 1554 geschaffen hat.
Eine weitere Verwendung fanden die Karten von Vermandois und der Picardie in dem Atlas Le Theatre Francoys, der 1594 von Maurice Bouguereau in Tours veröffentlicht wurde.